# أولاد سي ميمون (سيدي جابر)
أولاد سي ميمون هي إحدى مشيخات المملكة المغربية، تتبع جغرافيا لإقليم بني ملال وإداريًا لسيدي جابر. يقدر عدد سكانها بـ 2909 نسمة حسب الإحصاء الرسمي للسكان والسكنى لسنة 2004.